# أربعة أيام من دونكيرك 2007
أربعة أيام من دونكيرك 2007 (بالفرنسية: Quatre Jours de Dunkerque 2007) هو سباق دراجات هوائية، وهو الموسم رقم 53 من السباق، وأقيم خلال الفترة 8 مايو 2007، وحتى 13 مايو 2007، وامتدّ لمسافة 932.4 كيلومتر، وهو أحد سباقات طواف أوروبا للدراجات 2006–07، وهو من نوع منافسة رياضية، وقد شارك في السباق 184 متسابقاً ووصل إلى نهايته 114 متسابقاً.
فاز فيه بالمركز الأول ماثيو لاداجنوس، وبالمركز الثاني لوران لوفيفر، وبالمركز الثالث دومينيك كورنو، والفائز في ترتيب النقاط مارك كافنديش، والفائز حسب ترتيب النقاط للشباب ماثيو لاداجنوس، والفائز حسب ترتيب التسلق Bert Roesems ‏.

## الفرق
| فرق برو (12)- La Française des jeux - Cofidis-Le Crédit par Téléphone - T-Mobile ‏ - Quick Step-Innergetic - Crédit Agricole (cycling team) ‏ - Predictor-Lotto - Bouygues Telecom - CSC - Team Milram ‏ - Astana - Cycle Collstrop ‏ - AG2R Prévoyance فرق قارية محترفة (9)- Landbouwkrediet–Colnago ‏ - Skil-Shimano - Agritubel ‏ - سبورت فلاندرين بالويس ‏ - Tenax (cycling team) ‏ - Navigators (cycling team) ‏ - فيسينهوف فيلت 2007 ‏ - DFL–Cyclingnews–Litespeed ‏ - Slipstream فرق قارية (3)- Van Rysel–Roubaix ‏ - إتش بي بي تي بي – أوبير 93 ‏ - Bretagne-Armor Lux |  |
| |  |

## المراحل
| قائمة المراحل | قائمة المراحل | قائمة المراحل                   | قائمة المراحل  | قائمة المراحل | قائمة المراحل    | قائمة المراحل  |
| المرحلة       | التاريخ       | الدورة                          |                | المسافة (كم)  | الفائز بالمرحلة  | القائد العام   |
| ------------- | ------------- | ------------------------------- | -------------- | ------------- | ---------------- | -------------- |
| مرحلة 1       | 8 مايو        | دونكيرك – دونكيرك               | فردي ضد الساعة | 9             | برادلي ويغينز    | برادلي ويغينز  |
| مرحلة 2       | 9 مايو        | دونكيرك – Saint-Amand-les-Eaux ‏ |                | 190٫8         | Piotr Zieliński ‏ | دايفيد باوتشر  |
| مرحلة 3       | 10 مايو       | Saint-Amand-les-Eaux ‏ – Caudry ‏ |                | 184٫9         | مارك كافنديش     | دايفيد باوتشر  |
| مرحلة 4       | 11 مايو       | أراس – أراس                     |                | 199           | جيرت ستيجماس     | وليام بونيه    |
| مرحلة 5       | 12 مايو       | La Bassée ‏ – كاسيل              |                | 175٫7         | ماثيو لاداجنوس   | دومينيك كورنو  |
| مرحلة 6       | 13 مايو       | Steenvoorde ‏ – دونكيرك          |                | 173           | مارك كافنديش     | ماثيو لاداجنوس |

## التصنيف العام النهائي
| التصنيف العام                          | التصنيف العام       | التصنيف العام | التصنيف العام           | التصنيف العام      |
| العداء                                 | العداء              | البلد         | الفريق                  | الوقت              |
| -------------------------------------- | ------------------- | ------------- | ----------------------- | ------------------ |
| 1                                      | ماثيو لاداجنوس      | فرنسا         | La Française des jeux   | 22 س 13 دقيقة 25 ث |
| 2                                      | لوران لوفيفر        | فرنسا         | Bouygues Telecom        | + 13 ث             |
| 3                                      | دومينيك كورنو       | بلجيكا        | Predictor-Lotto         | + 14 ث             |
| 4                                      | بادن كوك            | أستراليا      | Unibet.com              | + 21 ث             |
| 5                                      | Piet Rooijakkers ‏   | هولندا        | Skil-Shimano            | + 24 ث             |
| 6                                      | لارس باك            | الدنمارك      | CSC                     | + 26 ث             |
| 7                                      | Maarten Tjallingii ‏ | هولندا        | Skil-Shimano            | + 31 ث             |
| 8                                      | Sébastien Rosseler ‏ | بلجيكا        | Quick Step-Innergetic   | + 1 دقيقة 31 ث     |
| 9                                      | يان هاغت            | فرنسا         |                         |                    |
| 10                                     | Steven Tronet ‏      | فرنسا         | Roubaix Lille Métropole | + 2 دقيقة 59 ث     |
| مصدر: ProCyclingStats Cycling Quotient |                     |               |                         |                    |

### تصنيف النقاط
| تصنيف النقاط                           | تصنيف النقاط | تصنيف النقاط    | تصنيف النقاط | تصنيف النقاط |
| العداء                                 | العداء       | البلد           | الفريق       | النقاط       |
| -------------------------------------- | ------------ | --------------- | ------------ | ------------ |
| 1                                      | مارك كافنديش | المملكة المتحدة | T-Mobile     |              |
| مصدر: ProCyclingStats Cycling Quotient |              |                 |              |              |

### تصنيف الجبال
| تصنيف الجبال                           | تصنيف الجبال  | تصنيف الجبال | تصنيف الجبال    | تصنيف الجبال |
| العداء                                 | العداء        | البلد        | الفريق          | النقاط       |
| -------------------------------------- | ------------- | ------------ | --------------- | ------------ |
| 1                                      | Bert Roesems ‏ | بلجيكا       | Predictor-Lotto |              |
| مصدر: ProCyclingStats Cycling Quotient |               |              |                 |              |

## تصانيف فرعية

### تصنيف أفضل شاب
| تصنيف أفضل شاب                         | تصنيف أفضل شاب | تصنيف أفضل شاب | تصنيف أفضل شاب        | تصنيف أفضل شاب     |
| العداء                                 | العداء         | البلد          | الفريق                | الوقت              |
| -------------------------------------- | -------------- | -------------- | --------------------- | ------------------ |
| 1                                      | ماثيو لاداجنوس | فرنسا          | La Française des jeux | 22 س 13 دقيقة 25 ث |
| مصدر: ProCyclingStats Cycling Quotient |                |                |                       |                    |

## وصلات خارجية
- لمحة عن سباق أربعة أيام من دونكيرك 2007 على موقع  ProCyclingStats   (برو  سايكلنج  ستاتس) - إحصاءات  محترفي  الدراجات.
- أربعة أيام من دونكيرك 2007 على موقع إحصائيات الدراجات الإحترافية (الإنجليزية)